# 大江通直
大江 通直（おおえ の みちなお、天暦7年（953年）? - 長元2年5月20日（1029年7月4日））は平安時代中期の官人、学者、文人。参議・大江朝綱の孫。官位は従四位上・大学頭。『本朝麗藻』に漢詩が載る。

## 経歴
学者として、文章博士、式部権大輔、大学頭を歴任した。
長和4年（1015年）10月17日、皇太后宮での作文会で序を作った。同年12月4日、敦良親王（後朱雀天皇）の読書始後の作文会で題を献じた。題は「先朝の第三皇子の『御注孝経』を読むを聴く」であった。
寛仁元年（1017年）8月、一代一度仁王会の呪願を作成した。呪願の趣きは天慶10年（947年）の祖父・大江朝綱の前例によるべしとされたものの、藤原実資が天慶の如しとみなした2箇所について、藤原道長と藤原頼通から書き直しを命じられた。
万寿2年（1025年）2月6日、春日祭使・藤原能信に陪従した文章博士の慶滋為政と大江挙周の服装について、為政が宿装束、挙周が衣に半靴だったことを「太だ軽々たり」と批判した。
治安2年（1022年）5月19日、省試の題者となるも、病気を理由に参朝しなかった。この時の題「養民在恵」は、藤原広業が出題したものだったが、広業は、先月が母の一周忌であり、今月は軽服だから憚られるといって、出仕しなかった。しかしながら、喪の軽服は12ヶ月が限度であると実資が指摘している。また、通直も「題者は二人であるべきだが、広業が承引しない」と主張しており、通直が参朝しない理由はこれではないかと推測されている。結局この日の省試は停止となり、後日、広業を題者として行えとする宣旨が下った。なお、通直が式部省の門に来たとか、関白・頼通のもとに来たという話を後に実資は訊いている。
長元2年（1029年）5月20日、卒去。77歳か。

### 元号の勘申
通直は寛弘9年・長和元年（1012年）、長和6年・寛仁元年（1017年）、万寿5年・長元元年（1028年）の3回に渡り新元号を勘申している。
このうち、長和元年の改元では藤原道長は「『寛仁』を勘申せよ」と通直ともう一人の文章博士・菅原宣義に度々言ったものの、二人は出典が見つけられないとして、その勘申を拒んだ。しかしながら、「寛仁」は長保6年・寛弘元年（1004年）の際に、大江匡衡が勘申したが、「仁」が一条天皇の諱（懐仁）にあるため避けるべきとされていた元号だった。道長から相談された際、藤原実資も『漢書』から「寛仁愛人、意翻如也。」の出典を即答しており、「出典が見つけられない」は苦しい言い訳といえる。
寛仁元年の際にも、道長は「寛仁」に執着したが、通直と宣義は「寛仁」を勘申しなかった。2月21日、右大臣・藤原顕光から二人の勘文を見せられた道長は「不快である。変えさせるべきだ」と命じたが、4月23日の改元定でも、二人が「寛仁」を勘申することはなかった。一方で、藤原広業は「寛仁」を勘申し、藤原顕光も一条天皇の諱に「仁」が有るといえども、一文字だけなら避けるべきものではないと主張し、新元号は寛仁に決まった。
通直らが、かたくなに「寛仁」を勘申しなかった理由について、今浜(1987)は、唐人が玄宗の諱（隆基）を避けて「永隆」を「永崇」といった故事にならったのではないかとしている。
長元元年には、通直は「玄通」を勘申している。

## 官歴
- 長和元年（1012年）～寛仁2年（1018年）：見文章博士[20]
- 長和4年（1015年）以前：四位[21]
- 寛仁2年（1020年）～治安2年（1022年）：見式部権大輔[22]
- 治安2年（1022年）：見大学頭[23]
- 不明：従四位上[24]
- 長元2年（1029年）5月20日：卒去（大学頭従四位上[24]）[8]

## 系譜
『尊卑分脈』による
- 祖父：大江朝綱
- 父：大江澄江 - 従五位上
- 兄弟：大江為清 - 大内記従五位下
  - 寛弘8年（1011年）、見外記[25]。長和元年（1012年）～長和2年（1013年）、見大内記[26]。
- 子：大江朝通[24] - 宮内大輔従五位下
- 子：大江佐国 - 掃部頭従五位上
  - 佐国の玄孫に大江公景